# Grupa PSB Handel

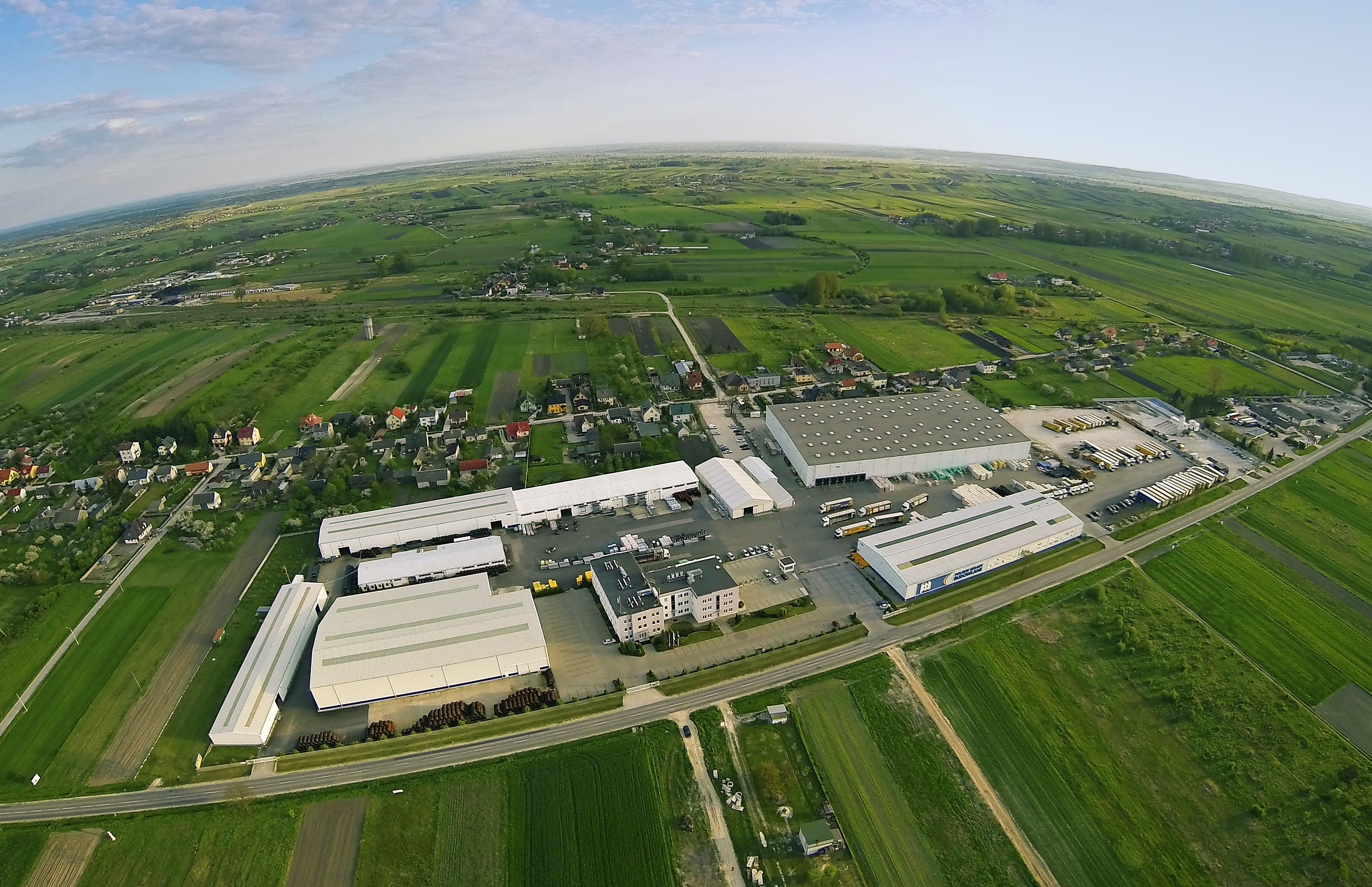
Siedziba Grupy PSB Handel S.A., Wełecz k. Buska-Zdroju

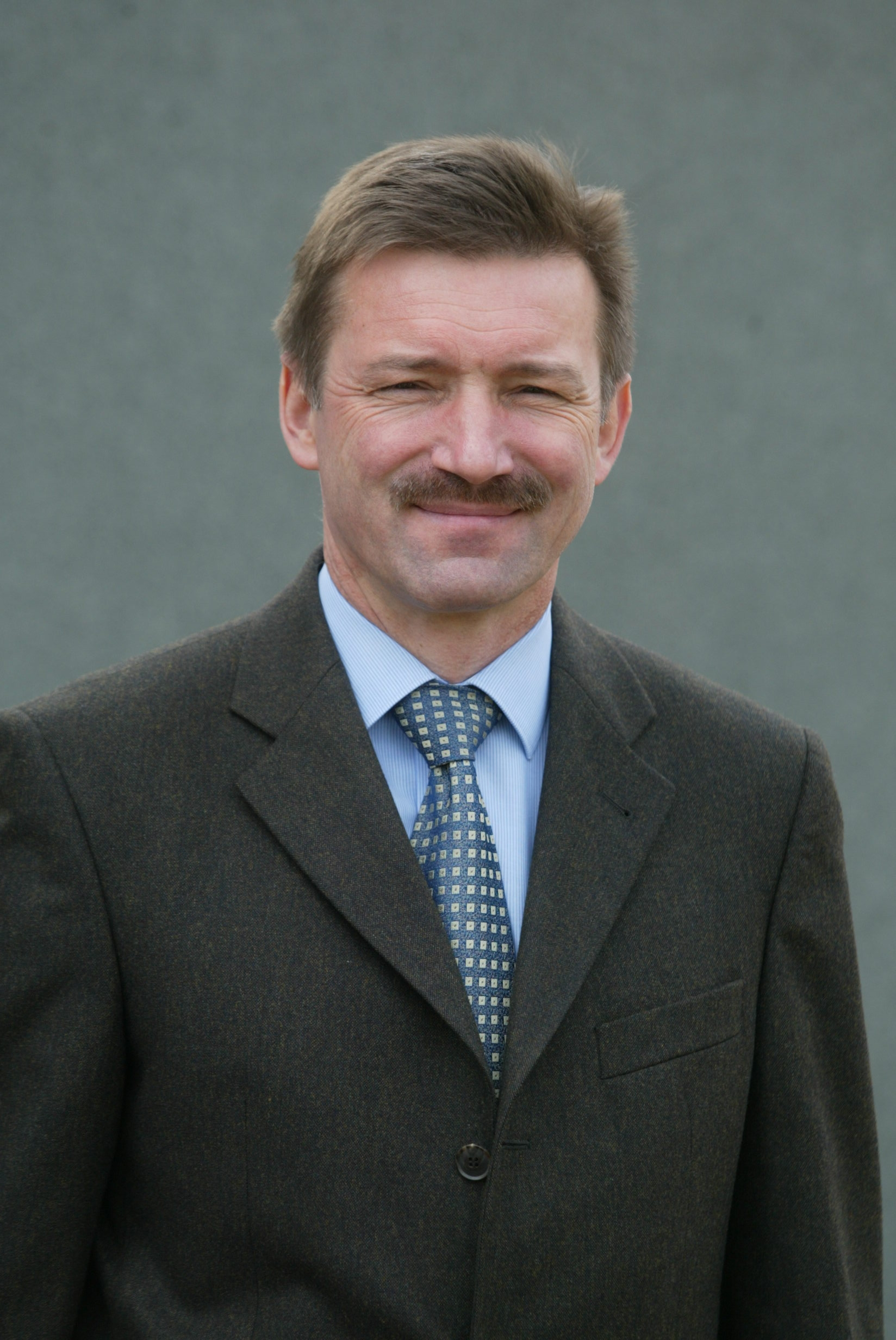
Bogdan Panhirsz - założyciel

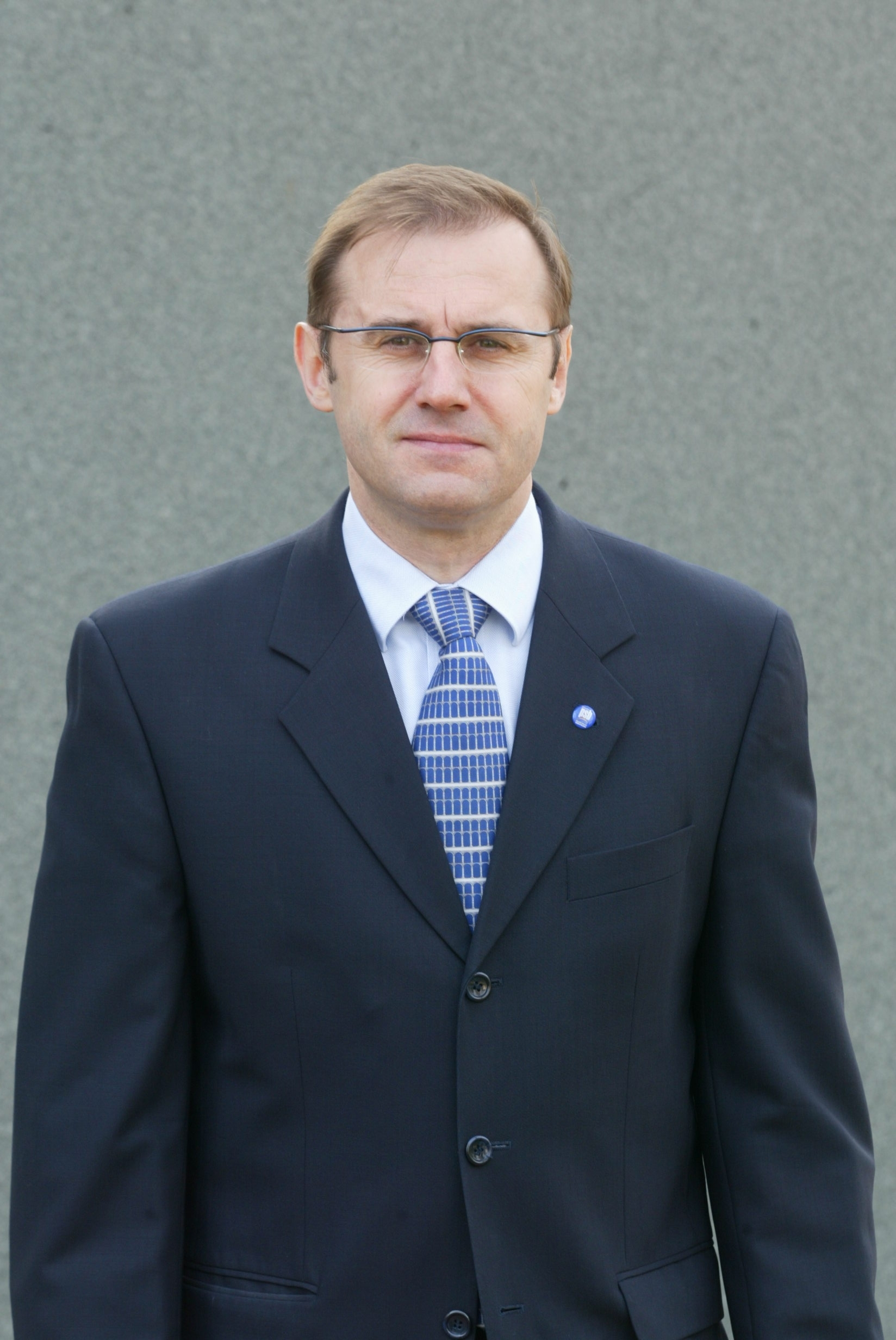
Mirosław Lubarski - założyciel

Grupa PSB Handel S.A. (poprzednio Grupa Polskie Składy Budowlane S.A.) – polskie przedsiębiorstwo handlowe z siedzibą w Wełczu koło Buska-Zdroju, zrzeszające hurtownie materiałów budowlanych oraz prowadzące markety typu dom i ogród PSB Mrówka, działa na rynku od 1998 roku.
W 2022 grupa zrzeszała 412 małych i średnich, rodzinnych firm z terenu całej Polski, które prowadzą handel w 293 składach budowlanych, w 351 PSB Mrówka oraz w 74 PSB Profi. W placówkach tych pracowało ok. 13 tysięcy osób.
Przychody ze sprzedaży materiałów budowlanych składów, będących partnerami Grupy PSB Handel S.A., na koniec 2021 r., osiągnęły pułap 9 mld zł (były wyższe o 18% w stosunku do 2020 r.). Przychody Grupa PSB Handel S.A. (centrali) w 2021 r. przekroczyły poziom 3,8 mld zł i były wyższe o 18% niż przed rokiem. Udział w krajowym rynku dystrybucji materiałów budowlanych szacowny jest na 15%. W 2021 roku znajomość marki Grupy PSB deklarowało ok. 57% Polaków, sieć sklepów PSB Mrówka aż 72%, a placówek PSB Profi 39%.

## Historia
Spółka została założona 14 kwietnia 1998 roku przez Bogdana Panhirsza i Mirosława Lubarskiego, jako Panhirsz Sp. z o.o. W czerwcu 1998 udziały w spółce nabyło ponad 40 niezależnych podmiotów gospodarczych, w tym 29 hurtowni materiałów budowlanych i 5 producentów. Od samego początku udziałowcem jest też firma Eko-Trans zajmująca się spedycją towarów spółki. W październiku spółka zyskała nazwę Grupa Polskie Składy Budowlane, wciąż funkcjonując jako spółka z ograniczoną odpowiedzialnością. Do końca 1998 spółka osiągnęła przychody w wysokości 38 mln zł. W czerwcu 1999 spółka, jako pierwsza sieć z Europy Środkowej, została przyjęta w poczet członków federacji Euro-Mat. Korzystając z know-how największej grupy zakupowo-sprzedażowej w Europie, zyskała trwałą pozycję na rynku materiałów budowlanych w Polsce. Liczba udziałowców grupy wzrosła do 139 firm w grudniu 1999.
Na początku 2000 Grupa Polskie Składy Budowlane zmieniła formę prawną i kontynuowała działalność jako spółka akcyjna. W roku 2000 spółka rozpoczęła wdrażanie strategii identyfikacji wizualnej w punktach handlowych sieci, której celem było promowanie jednolitej marki i znaku towarowego. Ruszył także program certyfikacji punktów sprzedaży. Pierwsze certyfikaty dla akcjonariuszy którzy spełniały standardy grupy, zostały wręczone podczas Zjazdu PSB w Krakowie i Wieliczce w grudniu 2000.
W 2001 Grupa Polskie Składy Budowlane SA pojawiła się w rankingach największych polskich firm tygodnika Polityka (miejsce 271.) oraz dziennika Rzeczpospolita (miejsce 284.). W styczniu grupa rozpoczęła wydawanie własnego pisma, branżowego dwumiesięcznika Polskie Składy Budowlane (od stycznia 2005 – Głos PSB), traktującego o polskim rynku budowlanym, trendach i nowościach. Jesienią uruchomiony został także program „Buduj z PSB”, którego głównym założeniem było wsparcie rodzin budujących własne domy. Program otrzymał Złoty Medal Międzynarodowych Targów Poznańskich BUDMA'2002. W maju grupa otrzymała Godło Promocyjne Teraz Polska za najbardziej efektywne wsparcie dla małych i średnich przedsiębiorstw. W tym samym roku Grupa PSB SA objęła patronat nad Domem Dziecka w Janinie, powiat Busko-Zdrój.
W grudniu 2002 uruchomione zostały pierwsze pilotażowe placówki detaliczne PSB Mrówka. Sklepy od samego początku funkcjonowały jako wspólne przedsięwzięcie kapitałowe Grupy PSB oraz lokalnego polskiego akcjonariusza, różniąc się tym samym od typowych sieciowych hipermarketów z zagranicznym kapitałem. PSB Mrówka to markety samoobsługowe typu zrób-to-sam skierowane do polskich rodzin mieszkających w miastach powiatowych i gminnych.
Rok 2003 to I Targi Grupy PSB, zorganizowane w warszawskim Hotelu Gromada. Impreza odbywa się obecnie cyklicznie – raz w roku, w marcu (zwyczajowym miejscem są od lat Targi Kielce). Celem imprezy jest umożliwienie akcjonariuszom oraz największym dostawcom materiałów budowlanych dla grupy, zawieranie wzajemnych kontraktów handlowych na preferencyjnych warunkach. Impreza to także występy rozpoznawalnych celebrytów. Na galach w kolejnych latach występowały polskie gwiazdy, takie jak: Maryla Rodowicz, Beata Kozidrak, Bajm, Kombi, oraz zagraniczne: In-Grid. Impreza ma charakter zamknięty.
W 2004 Grupa Polskie Składy Budowlane SA sponsorowała wraz z firmami Kreisel i EkoKlinkier zawodowy team kolarski, który startując przed dwa sezony zajął 16. miejsce na świecie i 3 w Polsce w rankingach Międzynarodowej Federacji Kolarskiej UCI.
2005 to dalsza ekspansja grupy na rynku sprzedaży detalicznej. Na koniec roku sieć marketów budowlanych PSB Mrówka liczyła 15 placówek. Według analiz Instytutu Badania Opinii i Rynku Pentor 41% Polaków planujących inwestycje budowlane rozpoznawało markę PSB, a 29% markę programu „Buduj z PSB”. Grupa otrzymała także prestiżową nagrodę Lider Informatyki w kategorii Handel i Usługi, w konkursie organizowanym przez IDG Poland, wydawcę miesięcznika komputerowego Computerworld.
W 2006 jako spółka akcyjna Grupa Polskie Składy Budowlane SA po raz pierwszy zdecydowała się na wypłatę dywidendy, po 100 zł od każdej akcji. Łącznie na wypłatę przeznaczono 1,6 mln zł, przy czym według szacunków dziennika Rzeczpospolita wartość grupy przekroczyła 430 mln zł. W lipcu 2006 spółka objęła główny mecenat nad XII Festiwalem Muzycznym im. Krystyny Jamroz, gromadzącym sympatyków muzyki poważnej.
2007 Grupa PSB SA została partnerem Polskiej Ligi Siatkówki Mężczyzn w sezonie 2007/2008 otrzymała także złotą statuetkę Polski Hercules 2007 miesięcznika branży budowlanej Builder.
W 2008 rok Grupa PSB S.A. weszła z kapitałem zakładowym w kwocie 16 127 tys. zł. W trakcie roku podwyższono kapitał zakładowy o 1264 tys. zł, w wyniku czego jego stan na dzień 31.12.2008 r., wyniósł 17 391 tys. zł.
W dniu 31.12.2008 r. akcje spółki posiadało 401 akcjonariuszy, w tym: dwa przedsiębiorstwa zagraniczne, 7 spółek akcyjnych, 83 spółki z ograniczoną odpowiedzialnością, 2 spółki cywilne, 1 spółdzielnia, 65 spółek jawnych, 241 osób fizycznych. Według innej systematyki akcjonariat można podzielić na: firmy handlowe – 69,6% udziału w kapitale i liczbie głosów, producentów (dostawców spółki) – 24,7% udziału w kapitale i liczbie głosów, i osoby fizyczne – 5,7% udziału w kapitale i liczbie głosów.
Faktycznie działalność gospodarczą (handlową i marketingową) w ramach Grupy PSB prowadziło w końcu 2008 roku 245 podmiotów handlowych. Razem posiadały one 376 licencjonowanych przez spółkę punktów sprzedaży o łącznej powierzchni magazynowej ok. 500 tys. m².
Skumulowane przychody akcjonariuszy (firm handlowych) w roku 2008 wyniosły 4,25 mld zł, w tym ze sprzedaży materiałów budowlanych – 3,95 mld zł.
Na koniec 2008 roku w składach i sklepach Mrówka pracowało razem ok. 8110 osób. W 25 firmach prowadzono także działalność produkcyjną, 29 akcjonariuszy świadczyło usługi wykonawstwa budowlanego, zaś 17 podmiotów zajmowało się także usługami deweloperskimi.
W 2009 roku Grupa PSB opracowała program przekształcania hurtowni należących do sieci PSB w wyspecjalizowane placówki PSB Profi dedykowane, przede wszystkim, obsłudze firm budowlanych. Pierwsza placówka Profi została uruchomiona wiosną 2010 r. w Bielsku-Białej. W 2009 r. Spółka obsługiwała 253 firmy kupieckie, których łączne przychody ze sprzedaży materiałów dla budownictwa wyniosły 4,1 mld zł. Zaś przychody spółki (centrali) wyniosły 1,18 mld zł.
W 2010 r. spółka obsługiwała 287 firmy kupieckie, których łączne przychody wyniosły 4,7 mld zł. Wzrost liczebności członków Grupy o 34 nowe składy zaowocował aż 13% wzrostem łącznych przychodów całej sieci w stosunku do 2009 r. Przychody spółki (centrali) wzrosły o 11% i wyniosły 1,3 mld zł, co uplasował Grupę w rankingu dziennika „Rzeczpospolita” na 223. miejscu największych firm w Polsce. W połowie 2010 r. znajomość marki Grupa PSB deklarowało 43% dorosłych Polaków, zaś sieci sklepów PSB Mrówka – 19%. Na koniec roku sieci detaliczna Mrówka liczyła 59 marketów, w ciągu roku powstały 24 sklepy.
7 kwietnia 2017 r. spółka została podzielona na dwie nowo powstałe spółki: Grupa PSB Handel SA w Wełeczu, przejmującą zakład główny dotychczasowej Grupy PSB i będącą jej zasadniczym kontynuatorem, oraz Grupa PSB Metale SA, przejmującą zakład pomocniczy spółki, zajmujący się produkcją i obrotem metalami.

## Postępowanie antymonopolowe
W grudniu 2007 Urząd Ochrony Konkurencji i Konsumentów wszczął postępowanie w sprawie zapisów o antykonkurencyjnym charakterze, znajdujących się w umowach zawieranych pomiędzy producentem materiałów budowlanych, spółką Xella Polska, a dziesięcioma dystrybutorami, w tym Grupą PSB. Zdaniem urzędu klauzula o „niestosowaniu cen niższych od cen zakupu” świadczy o wspólnym ustalaniu cen, co stanowi jedno z najcięższych naruszeń prawa antymonopolowego.
W lipcu 2008 prezes UOKiK wydał decyzję, w której stwierdził, że postępowanie antymonopolowe uprawdopodobniło zawarcie przez przedsiębiorców porozumienia (...), którego celem lub skutkiem jest ograniczenie konkurencji na krajowym rynku hurtowej sprzedaży ściennych materiałów budowlanych lub lokalnych rynkach sprzedaży detalicznej (...). Zobowiązał wszystkie strony postępowania m.in. do wykreślenia kwestionowanej klauzuli w ciągu miesiąca od daty doręczenia decyzji.

## Buduj z PSB

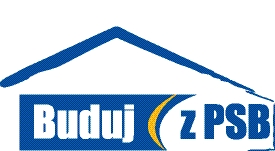
Logo programu Buduj z PSB

Program „Buduj z PSB” to program partnerski koordynowany przez Grupę Polskie Składy Budowlane SA. Program jest ofertą skierowaną do polskich rodzin budujących lub planujących budowę własnego domu. Funkcjonuje od 2001, jego elementem jest program lojalnościowy Budujący Bonus. Do końca 2007 we współpracy z programem zbudowano w Polsce 25 tys. domów. Program posiada własną witrynę internetową.

## Głos PSB
„Głos PSB” – dwumiesięcznik branżowy, wydawany przez Grupę PSB SA, w nakładzie 26 tys. egzemplarzy. Dostępny jest także w wersji elektronicznej. Wydawany jest regularnie od stycznia 2001, posiada zasięg ogólnopolski. Głos PSB prezentuje trendy w budownictwie i techniki budowlane, porusza też zagadnienia techniki budowlanej i materiałowej.

### Struktura czasopisma
- Czasopismo kolorowe, papier kredowy

- Struktura dystrybucji:
  - 50% nakładu – składy PSB i ich klienci
  - 27% nakładu – szkoły budowlane i Centra Kształcenia Praktycznego
  - 20% nakładu – klienci programu Buduj z PSB
  - 2% nakładu – dostawcy Grupy PSB SA
  - 1% nakładu – instytucje państwowe

- Stałe działy:
  - Temat numeru
  - Technologie i produkty
  - Opinie wykonawców – fotoreportaże
  - Analizy rynku
  - Wydarzenia
  - Reklamy

## Sponsoring i działalność społeczna
2004-2005 – Sponsoring zawodowej drużyny kolarskiej o nazwie Grupa PSB (2004) i PSB-Atlas-Orbea (2005). Drużyna w 2004 zajęła 1. miejsce m.in.: w wyścigach Memoriał Henryka Lasaka, Tour de Słowacja, oraz 5. miejsce w Tour de Pologne. W 2005 zajęła m.in.: 1. miejsce w Neuseen Classics. Łącznie w ciągu dwóch sezonów drużyna zwyciężyła w 47 wyścigach kolarskich.
2006 – Sponsoring Europejskich Pucharów w piłce nożnej (15 meczów z udziałem polskich klubów ekstraklasy). Bannery Grupy PSB SA firmowały mecz m.in.: Wisła Kraków – Blackburn Rovers. Spółka była także głównym mecenasem festiwalu muzyki poważnej, dedykowanego pamięci słynnej śpiewaczki operowej Krystyny Jamroz, która urodziła się i wychowała w Busku-Zdroju – Międzynarodowy Festiwal Muzyczny im. Krystyny Jamroz w Busku-Zdroju.
2007 – Kontynuacja sponsoringu Europejskich Pucharów w piłce nożnej (10 meczów z udziałem polskich klubów ekstraklasy). Od września Grupa PSB SA jest partnerem Polskiej Ligi Siatkówki Męskiej – 32 mecze do końca roku.
2008 – Grupa PSB kontynuowała reklamę sieci PSB na stadionach piłkarskich podczas Europejskich Pucharów. Podczas 13 meczów reklamę Grupy PSB obejrzało na żywo prawie 29 milionów telewidzów w TVP1 i TVP2. Łącznie kibiców uczestniczących w meczach było ponad 175 tys., w tym w Polsce prawie 150 tys. Mogli oni zobaczyć banery systemu video oraz wielkopowierzchniowe banery reklamowe z logo Grupy PSB i sieci sklepów PSB Mrówka.